# Hybocodon chilensis
Hybocodon chilensis är en nässeldjursart som beskrevs av Mayer 1910. Hybocodon chilensis ingår i släktet Hybocodon och familjen Tubulariidae. Inga underarter finns listade i Catalogue of Life.